# Subulicystidium cochleum
Subulicystidium cochleum är en svampart som beskrevs av Punugu 1980. Subulicystidium cochleum ingår i släktet Subulicystidium och familjen Hydnodontaceae.   Inga underarter finns listade i Catalogue of Life.